# Parc du Golden Gate
Pour les articles homonymes, voir Golden Gate (homonymie) et GGP.
Le parc du Golden Gate (en anglais : Golden Gate Park ou GGP) est un espace vert américain d'une superficie de 412 hectares (4,5 km2, environ 5 km sur 800 mètres), situé à San Francisco, en Californie.
Il est le plus grand parc de la ville et sa superficie dépasse celle du Central Park de New York. Il est administré par le San Francisco Recreation & Parks Department et se classe au rang de troisième parc public le plus visité des États-Unis.
Le projet date des années 1860, les San-Franciscains voulant pour leur ville un jardin public qui pourrait rivaliser avec celui de New York. Le projet est achevé dans les années 1870, après que les autorités ont choisi un emplacement inhabité et sablonneux. Le plan du parc est réalisé par Frederick Law Olmsted et son assistant John McLaren, qui vit dans le parc jusqu'à sa mort en 1943.

## Histoire
Dans les années 1860, les San-Franciscains commencent à ressentir le besoin d'avoir un grand parc public similaire au Central Park qui prend alors forme à New York. Les jardins sont aménagés dans un terrain sableux et de mauvaise qualité à l'ouest de San Francisco, connu sous le nom d'outside lands. Bien que le parc soit conçu comme site de loisirs, l'idée sous-jacente est de développer les logements et d'étendre la ville vers les rives de l'océan Pacifique. L'ingénieur de l'aménagement William Hammond Hall prépare en 1870 une enquête et une carte topographique du site ; il est nommé commissaire du projet en 1871. Il devint ensuite Premier ingénieur d'État de Californie et développe un système intégré de contrôle des inondations de la vallée de Sacramento, travaillant dans le même temps sur le Golden Gate Park. En 1875, 60 000 arbres sont plantés (essentiellement des eucalyptus, des pins et des cyprès de Monterey) pour stabiliser le terrain sablonneux. Un moulin d'inspiration néerlandaise (Dutch Windmill) est installé en 1903 à l'ouest du parc,.

## Lieux du Golden Gate Park
Le parc regroupe plusieurs édifices et jardins. Le San Francisco De Young Museum, ouvert en 1921, exposant des toiles d'artistes américains (Edward Hopper, John Singer Sargent et James Abbott McNeill Whistler) en fait partie. Le conservatoire des fleurs est une serre d'inspiration victorienne construite en 1878, l'une des plus grandes du monde. Restaurée en 1883 par Charles Crocker, elle survécut au séisme de 1906 et à un incendie en 1918, mais est néanmoins fermée au public entre 1933 et 1946. Elle est endommagée par la tempête de 1995 et subit des travaux jusqu'en 2003. 
Le jardin de thé japonais (Japanese Tea Garden) est inauguré en 1894 ; il est un endroit où l'on peut méditer sous les pagodes, près des bonsaïs et des bassins. Il est le plus ancien jardin japonais des États-Unis. Le National Aids Memorial Grove est un endroit créé en 1988 pour se recueillir devant les noms des victimes du SIDA. C'est le premier mémorial de ce type aux États-Unis. Le Strybing Arboretum héberge le Jardin botanique de San Francisco avec plus de 7 500 espèces végétales. Le parc compte de nombreux lacs artificiels : Stow Lake avec une île de plus de 140 mètres de haut, Strawberry Hill, comportant une chute d'eau. Spreckels Lake se situe au nord du parc.
Le parc est également un lieu où l'on peut pratiquer du sport : ainsi, le Kezar Stadium, construit entre 1922 et 1925 dans le coin sud-est du parc a une capacité de 59 000 places ; il fut démoli en 1989 et remplacé par un stade moderne de 10 000 places. Près du Koret Children’s Quarter et du Sharon Building se trouve un carrousel datant de 1914 toujours en activité. Enfin, la California Academy of Sciences a ouvert ses portes en 2008. Ce bâtiment dessiné par l'architecte Renzo Piano selon des normes environnementales strictes abrite un muséum d'histoire naturelle, des aquariums, un planétarium et un cinéma 3D.
Quelques chiffres :
- Longueur : 5 km
- Largeur: 0,8 km
- Superficie : 4,5 km2
- Nombre d'arbres : plus d'un million
- Pistes cyclables : 10 km

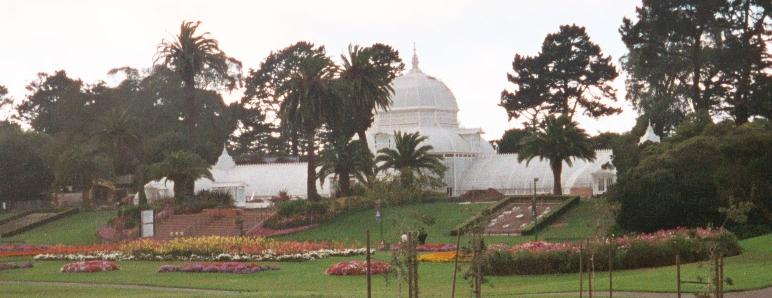
Le conservatoire des fleurs.
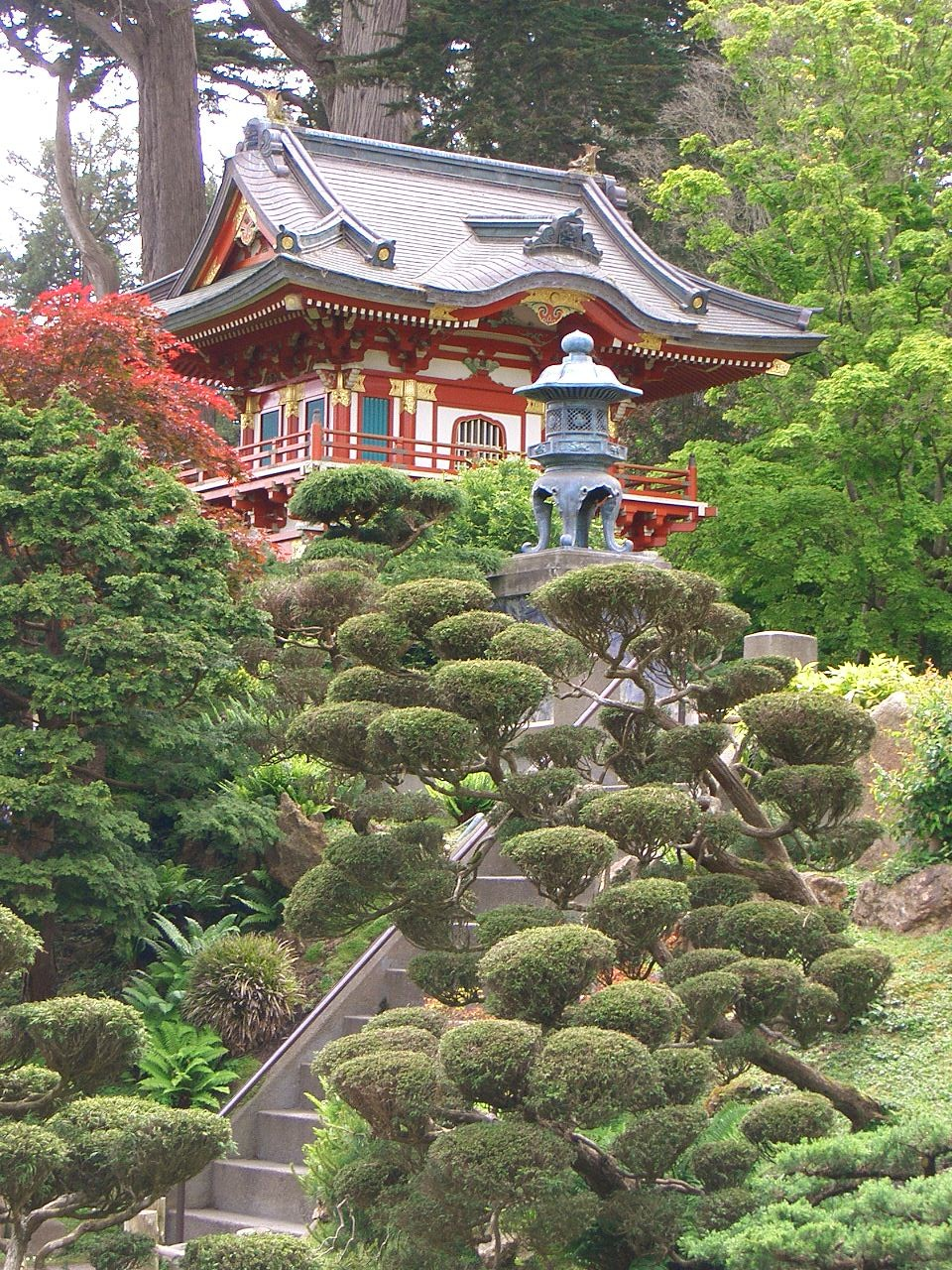
Le jardin japonais.
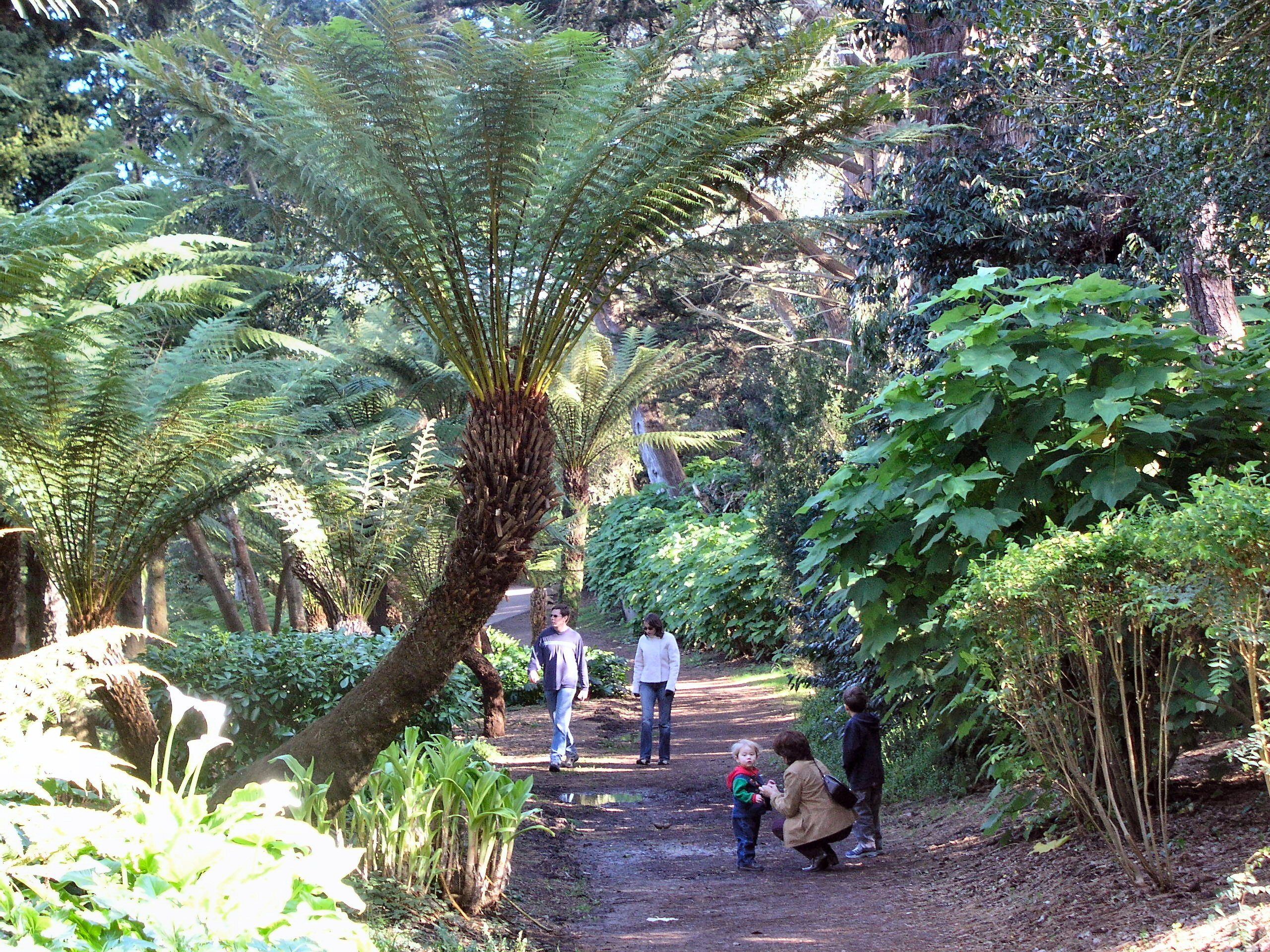
Allée du parc.

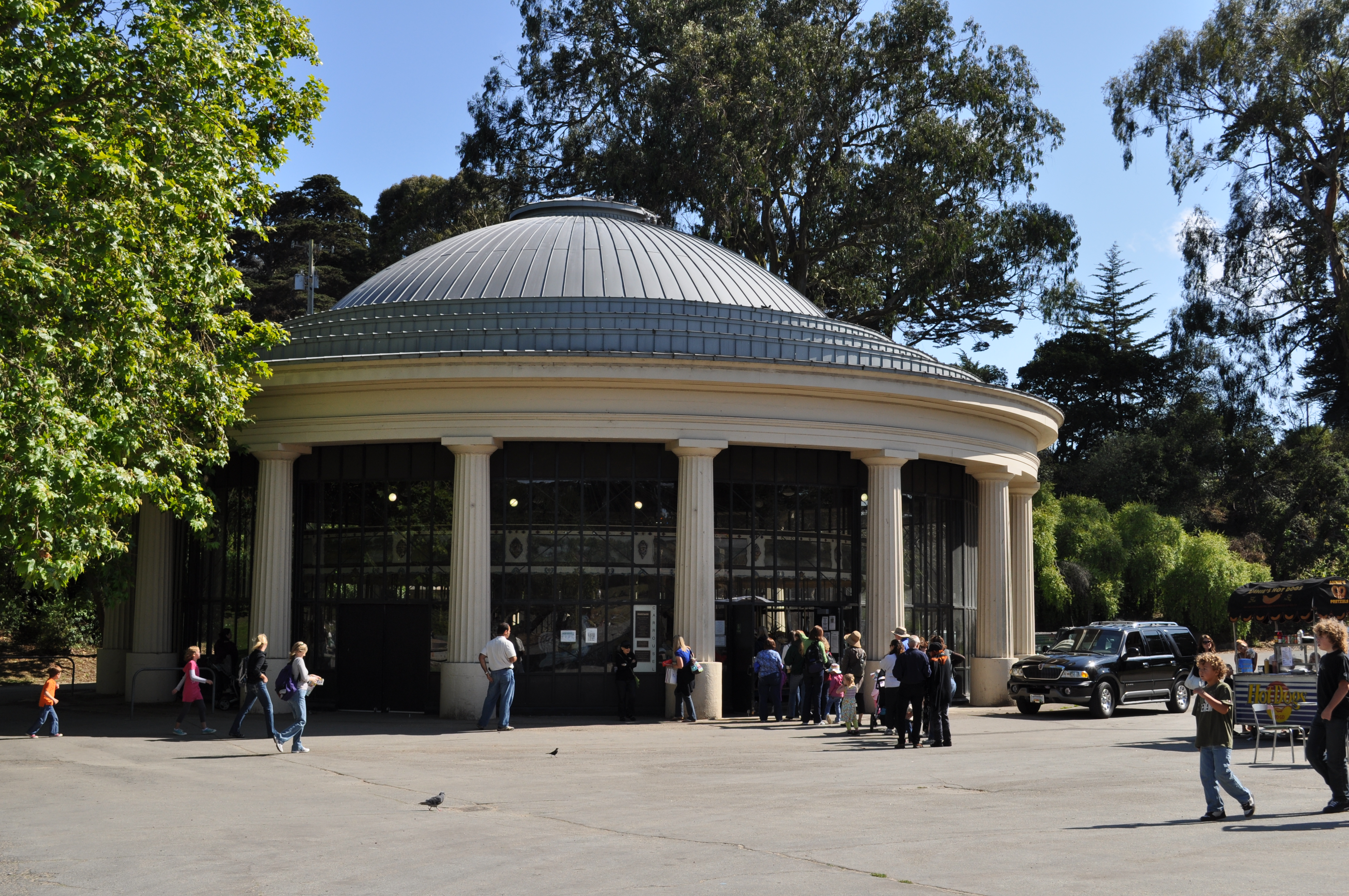
Le carrousel.
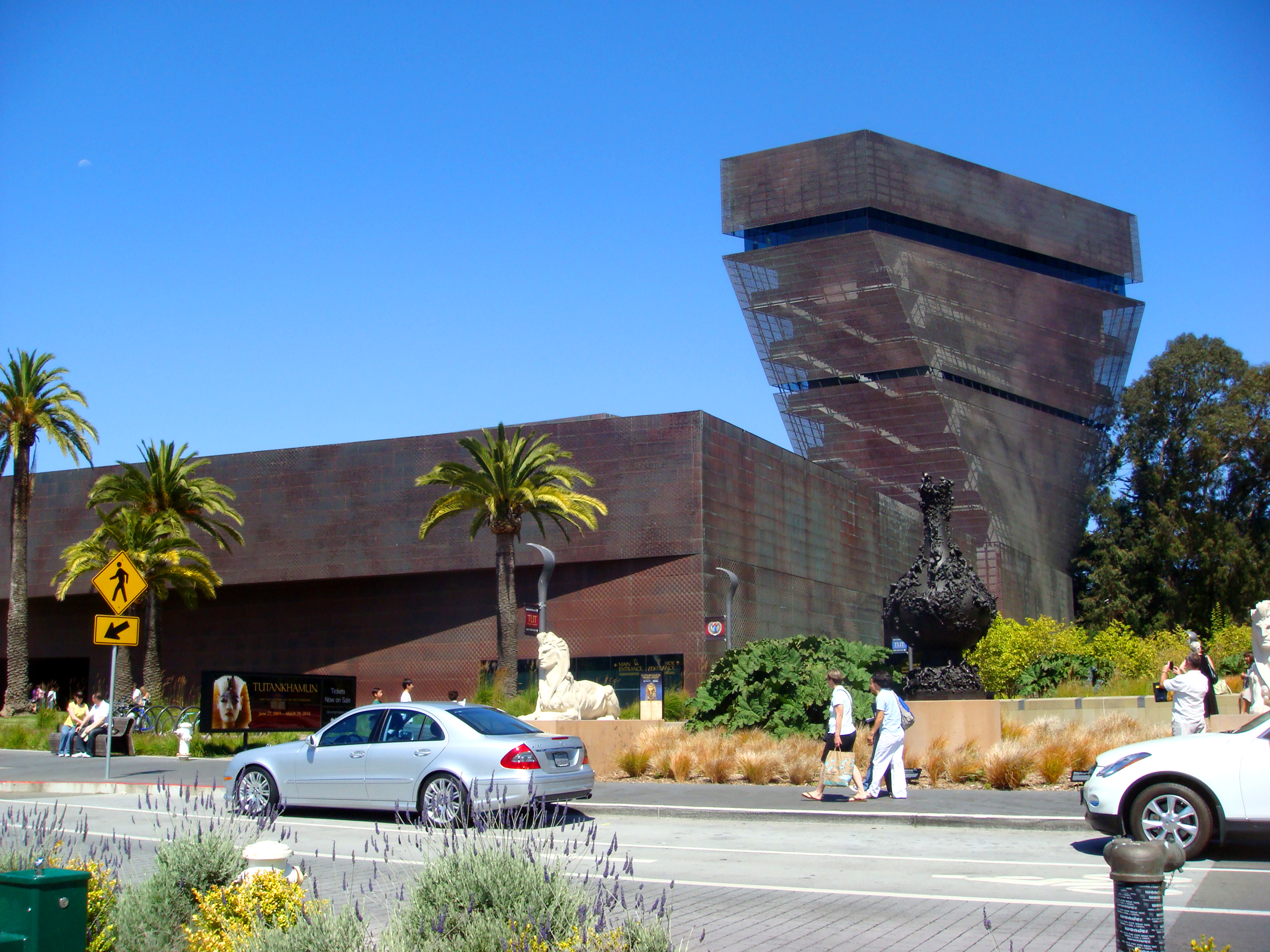
De Young Museum.
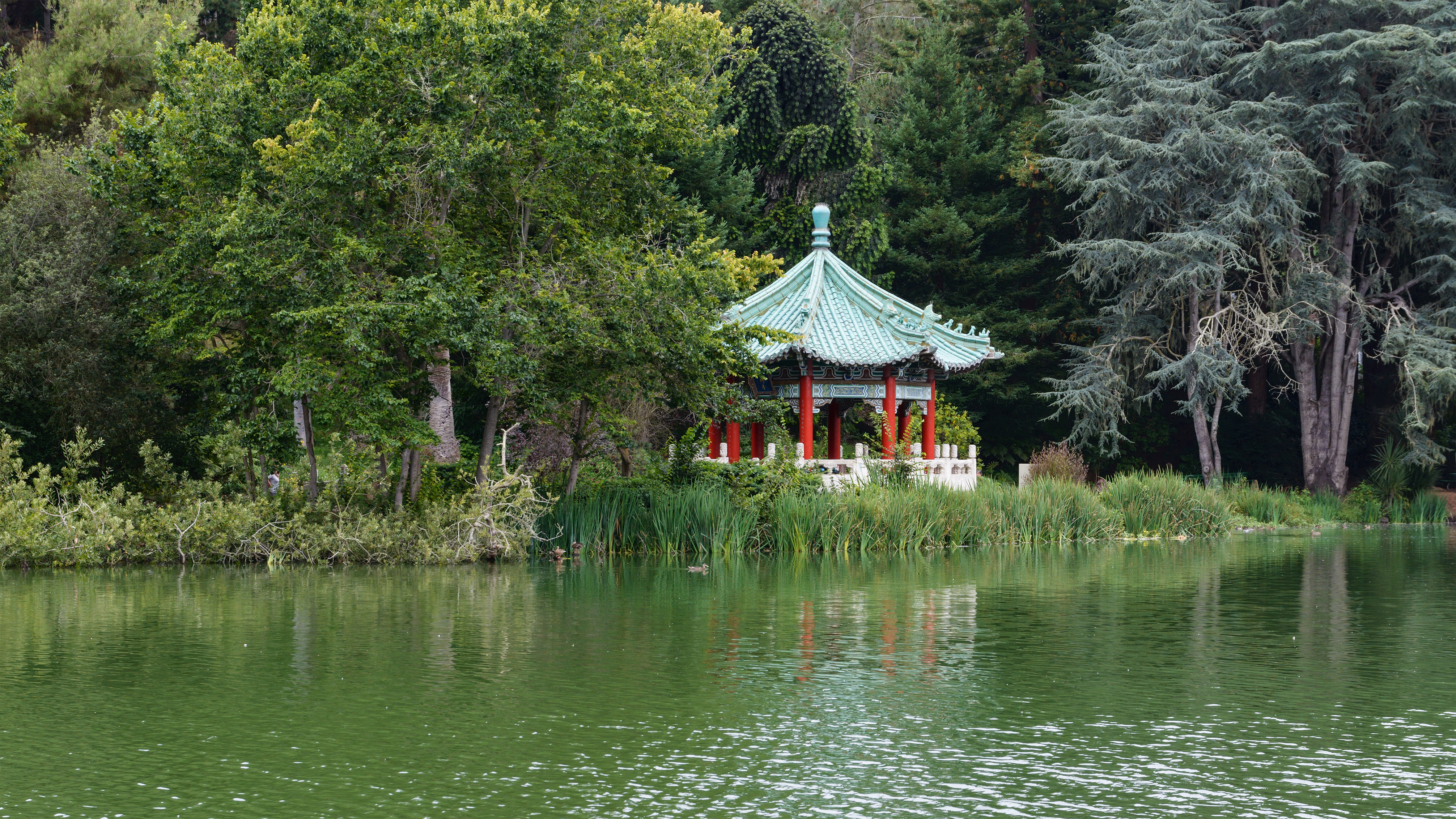
Lac Stow.
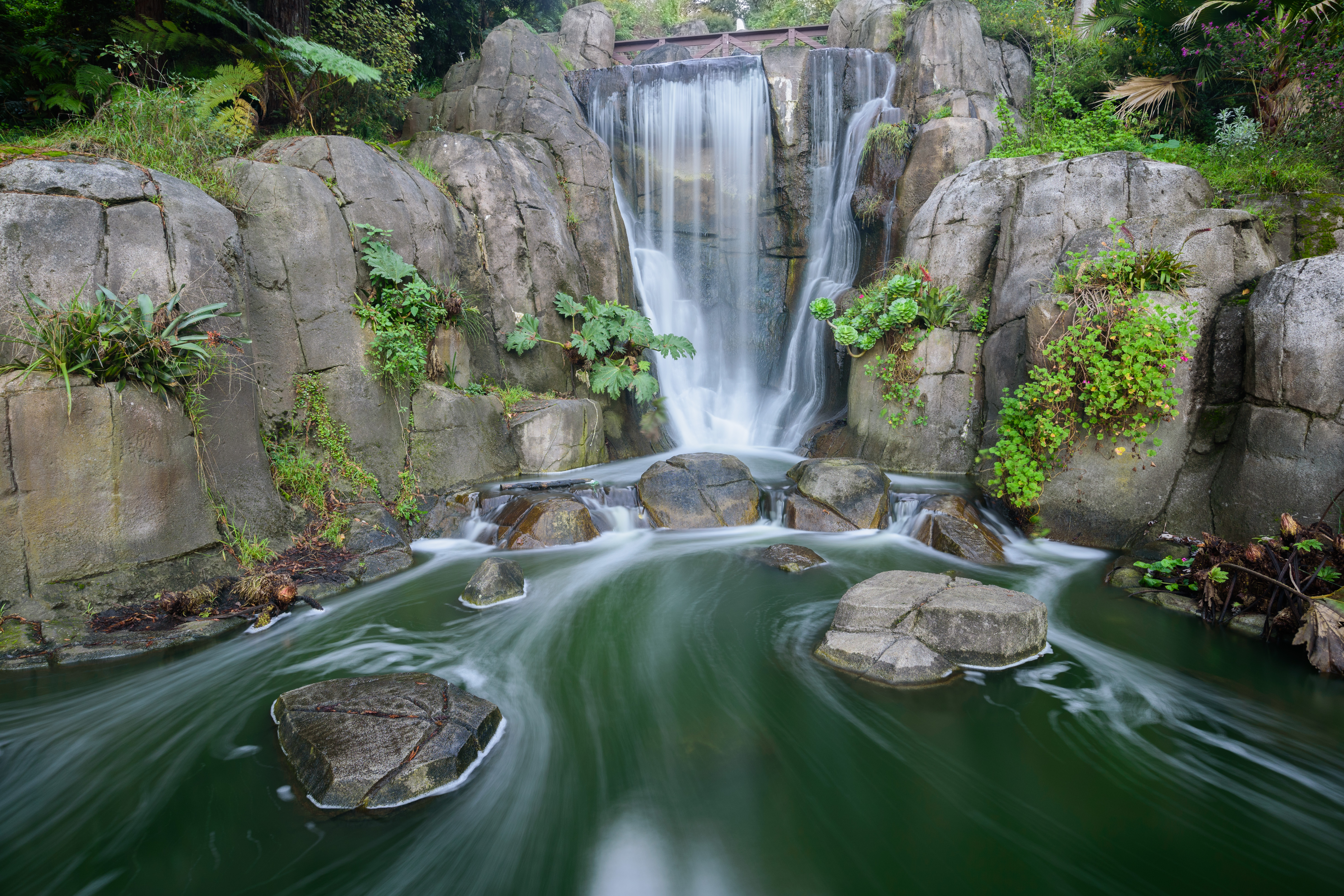
Cascade Huntington

## Faune
Le Golden Gate Park abrite une faune aussi riche que variée. Parmi les nombreuses espèces présentes, on peut trouver des ratons laveurs, des écureuils, des colibris, des geais de Steller, et même des coyotes.
Les coyotes et les ratons laveurs sont considérés comme nuisibles, ces derniers n'hésitant pas à visiter les habitations voisines pour se nourrir. 
Le Bison Paddock abrite un troupeau de bisons en captivité.

## Le parc dans les arts et la littérature

### Cinéma et télévision
- En 1915, Charlot veut se marier et Charlot dans le parc[5].
- En 1947, La Dame de Shanghai tourné au Steinhart Aquarium et dans la California Academy of Sciences
- En 1952, Scaramouche, scènes de duels en direction de l'ouest dans le brouillard à Speedway Meadows, intérieurs dans les salles de l'ancienne époque du De Young Museum
- En 1958, The Lineup, des scènes sont tournées à l'intérieur du Steinhart Aquarium.
- En 1950, dans le dessin animé Bugs Bunny intitulé Bushy Hare
- En 1971, Harold et Maude.
- En 1971, L'Inspecteur Harry  scènes filmées dans Kezar Stadium, situé dans le Golden Gate Park
- En 1983, Le vaisseau spatial dans Star Trek 4 : Retour sur Terre doit atterrir dans le parc, mais la scène a été filmée à Will Rogers State Historic Park, près de Los Angeles.
- En 2007, À la recherche du bonheur
- Dans la série Eli Stone (épisode En attente de ce jour-là), certains citoyens de San Francisco se réfugient dans le parc au cours d'un séisme de 6,8 de magnitude. Ils assistent ensuite à la destruction du Golden Gate Bridge dans le parc, mais en réalité, le pont n'est pas visible depuis le parc.